# Luis Rodríguez de Miguel
Luis Rodríguez de Miguel (Zamora, 3 de julio de 1910 – ibídem, 19 de abril de 1982) fue un jurista y político español. Temprano miembro de Falange, durante la Dictadura franquista ocupó diversos cargos de responsabilidad en el seno de la administración estatal. Llegaría a ser ministro durante los últimos gobiernos de la dictadura.

## Biografía
Nacido en Zamora, se licenció en Derecho por la Universidad de Madrid e ingresó en la carrera fiscal. Amigo personal de José Antonio Primo de Rivera, se afilió a Falange y se convirtió en uno de sus promotores en Zamora.
Al estallar la Guerra Civil tomó partido por el bando sublevado, y al concluir la contienda fue nombrado gobernador civil de Baleares. A este cargo también uniría el de jefe provincial de FET y de las JONS, en sustitución de Canuto Boloqui. Posteriormente sería gobernador civil de la provincia de Guipúzcoa, cargo que ejerció entre marzo de 1942 y diciembre de 1943. En octubre de 1942, en el contexto inmediatamente posterior a los incidentes de Begoña, Rodríguez de Miguel destituyó al tradicionalista Fernando Aramburu como presidente de la Diputación de Guipúzcoa.
En 1944 se le designó director general de Correos. Desempeñó el cargo de subsecretario del Ministerio de la Gobernación, a las órdenes de Camilo Alonso Vega. Se mantuvo en este puesto hasta 1969. Desde 1955 fue procurador en Cortes por la Organización Sindical, al tiempo que presidía el Congreso de la Unión Postal de las Américas y España.
Fue también consejero nacional del Movimiento.
El 3 de enero de 1974 fue destacado como ministro de la Vivienda en el primer gobierno de Carlos Arias Navarro, y continuó en funciones hasta la muerte de Franco y la disolución del XV Gobierno de la dictadura en diciembre de 1975. Dejó entonces la política y se centró en la carrera jurídica. En febrero de 1980 fue nombrado fiscal general del Tribunal Supremo, cargo que desempeñó hasta su fallecimiento en febrero de 1982.

## Reconocimientos
- Gran Cruz de la Orden del Mérito Civil (1947)[8]
- Gran Cruz de la Orden Imperial del Yugo y las Flechas (1959)[9]
- Gran Cruz de la Orden de San Raimundo de Peñafort (1961)[10]
- Gran Cruz de la Orden de Cisneros (1964)[11]
- Medalla de Oro al Mérito Turístico (1964)[12]
- Gran Cruz de la Orden Civil de Sanidad (1965)[13]
- Gran Cruz (con distintivo blanco) de la Orden del Mérito Militar (1968)[14]
- Gran Cruz de la Orden de Isabel la Católica (1969)[15]
- Gran Placa de la Orden del Mérito Postal (1969)[16]
- Gran Cruz de la Real y Muy Distinguida Orden de Carlos III (1975)[17]